# Glenveagh Castle

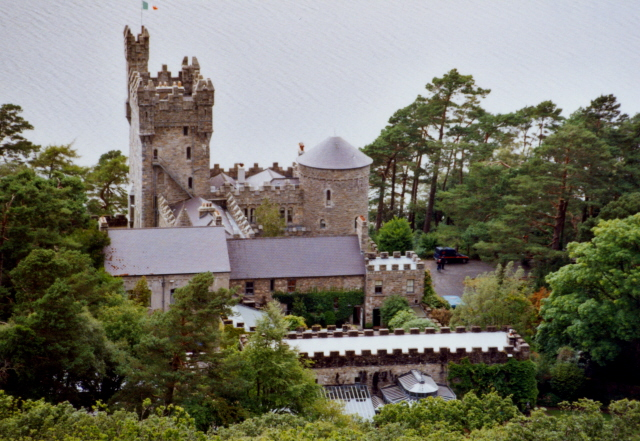
Glenveagh Castle

Glenveagh Castle (irisch Caisleán Ghleann Bheatha) ist ein großes Landhaus mit Zinnen das in den 1870er-Jahren in der Nähe der Ortschaften Church Hill (Mín an Lábáin) und Gweedore im irischen County Donegal erbaut wurde.

## Geschichte
Captain John George Adair ließ Glenveagh Castle von 1870 bis 1873 errichten. Es befindet sich im heutigen Glenveagh-Nationalpark. Das Haus wurde im Scottish Baronial Style erbaut und besteht aus einem vierstöckigen Donjon mit rechteckigem Grundriss, der von einem Garten umgeben ist. Das Gebäude steht auf einem Anwesen von 165,4 km² mit Hügeln, Seen, Tälern und Wäldern, in denen sich auch eine Herde von Rothirschen aufhält. Der gälische Name Gleann Bheatha bedeutet „Tal der Birke“. Im Besucherzentrum des Nationalparks sind Ausstellungen und Filmbeiträge über den Park zu sehen. Die Anlagen sind für Behinderte zugänglich.

### Captain Adair
Captain John George Adair (1823–1885) aus dem County Laois, Angehöriger des niederen Adels, ließ das Haus bauen. Adair hatte sein Vermögen durch Landspekulationen in den USA erworben. Er kehrte nach Irland zurück und kaufte große Ländereien im County Donegal. 1869 hatte Adair Cornelia Wadsworth Ritchie, eine Tochter von James S. Wadsworth, einem General der Unionisten im amerikanischen Bürgerkrieg, geheiratet. Gemeinsam kümmerte sich das Paar um die Gartenanlagen. Adairs Absicht war es, ein Schloss und ein Anwesen zu schaffen, das Balmoral Castle, den Rückzugsort von Königin Victoria in Schottland, übertraf. John Adair blieb im County Donegal nicht in guter Erinnerung. In der Folge der großen Hungersnot in Irland und der darauf folgenden Auswanderung sowie den Highland Clearances vertrieb Adair 224 Pächter von ihren Blackhouses auf seinem Land. Dies tat er nicht aus Gewinnsucht, sondern nur, um die Ästhetik des Anwesens zu verbessern. Diese Vertreibung der Pächter wurde „Derryveagh Evictions“ genannt. Der Name von John George Adair als Landbesitzer im County Donegal ist in die Geschichte und in die Folklore eingegangen, ebenso in Balladen und Dokumentationen. Alle haben eines gemeinsam: Adair war notorisch grausam. Er kaufte 1859 die Gemarkungen Glenveagh und Gartan und fügte sie zu einem Anwesen von 11.200 km² Fläche zusammen.
Seine Schwierigkeiten mit den Pächtern begannen auf der Stelle. Ein Streit zwischen ihnen und Adair über Jagdrechte und ausbrechende Schafherden gipfelte in der Ermordung seines schottischen Stewards James Murroq. Daraufhin begann Adair mit der Vertreibung der Pächter. Am 3. April 1861 setzte sich ein Zug von 200 Polizisten, drei untergeordneten Beamten, dem Magistrat und dem stellvertretenden Sheriff in Richtung Letterkenny in Bewegung, um seine Pflichten zu erfüllen. Die Vertreibungen begannen in Lough Barra, wo eine Witwe, Hanna McAward, und ihre sechs Töchter sowie ihr einziger Sohn die ersten Leidtragenden waren. Das Werk der Zerstörung setzte sich drei Tage lang durch Magerashangan, Staghall, Claggan, Ardator und Castletown sowie in anderen Gemeinden fort. Insgesamt wurden 44 Familien, bestehend aus 244 Personen, vertrieben.
Der Volksmund sagt, das Landhaus sei wegen der grausamen Vertreibungen mit einem Fluch belegt, der darin besteht, dass keiner der späteren Eigentümer Erben aus der eigenen Familie haben wird.
Viele der Vertriebenen begaben sich ins Armenhaus von Letterkenny, anderen wurde von Nachbarn geholfen und auch der Klerus sammelte Geld. In Australien wurde der Donegal Relief Fund wiederbelebt, sodass jungen Leuten im Alter zwischen 16 und 28 Jahren bei der Auswanderung geholfen werden konnte. Viele profitierten von dieser Einrichtung. Als sie sich in Sydney niederließen, sicherte die starke mündliche Überlieferung, dass die Nachkommen sich immer an ihre bitteren Familienschicksale erinnerten.
Die Witwe Adairs, Cornelia (1837–1921), übernahm das Anwesen 1885 nach dem Tod ihres Gatten. Einen Teil ihrer Zeit verbrachte sie in Glenveagh Castle, wo sie – anders als ihr verstorbener Gatte – beliebt war. Sie verschönerte die Gärten und behandelte die Bevölkerung rücksichtsvoll. Das Paar hatte keine Kinder.
Der Duke of Connaught und seine Gattin waren im September 1902 Gäste von Mrs Adair.

### Henry Plumer McIlhenny
Henry Plumer McIlhenny aus Philadelphia kaufte das Anwesen 1937, nachdem er es bereits seit 1933, jeweils für die Sommermonate, angemietet hatte. In den 1970er-Jahren überließ McIlhenny Glenveagh Castle der Republik Irland, sodass diese den Glenveagh National Park einrichten konnte. Er nutzte das Landhaus bis 1982 weiterhin als Sommerhaus.

## Galeriebilder

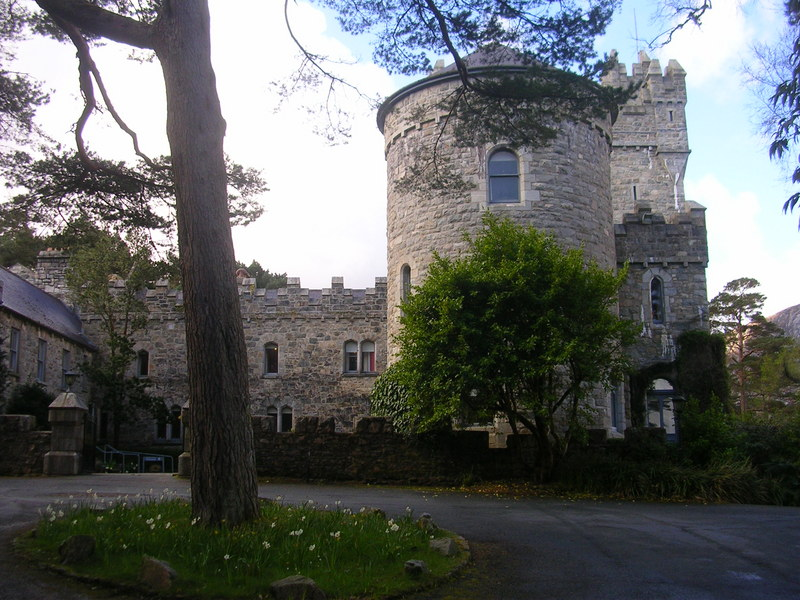
Glenveagh Castle (2015)
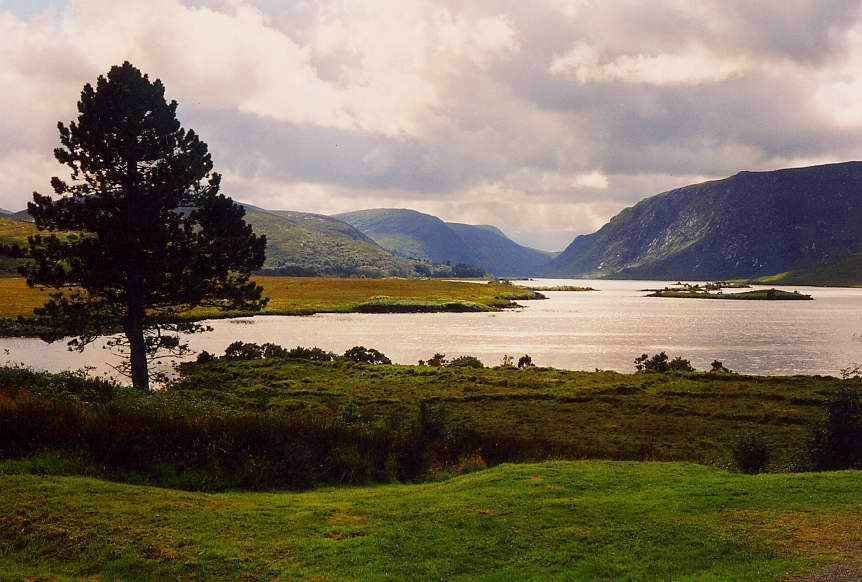
Glenveagh National Park
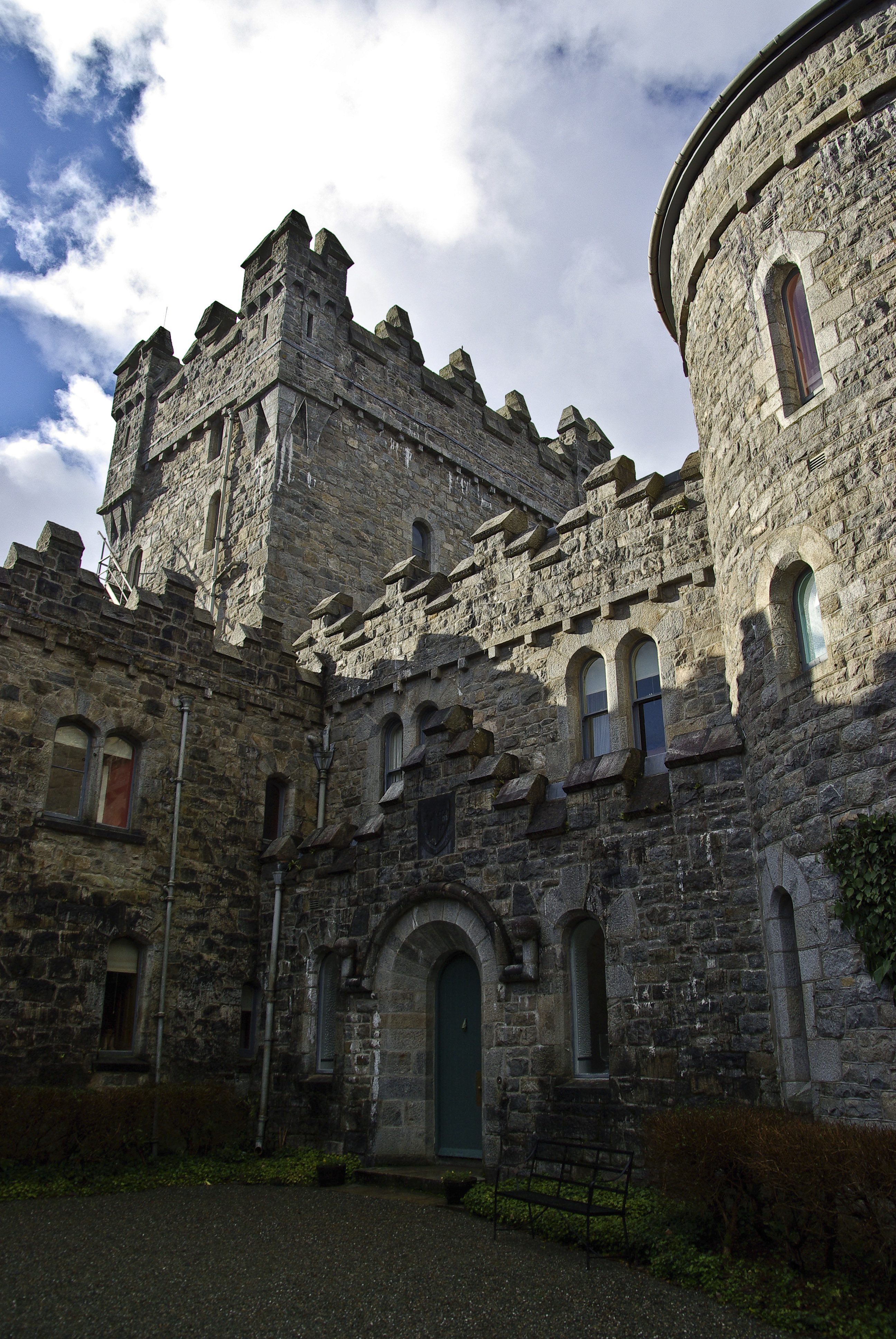
Glenveagh
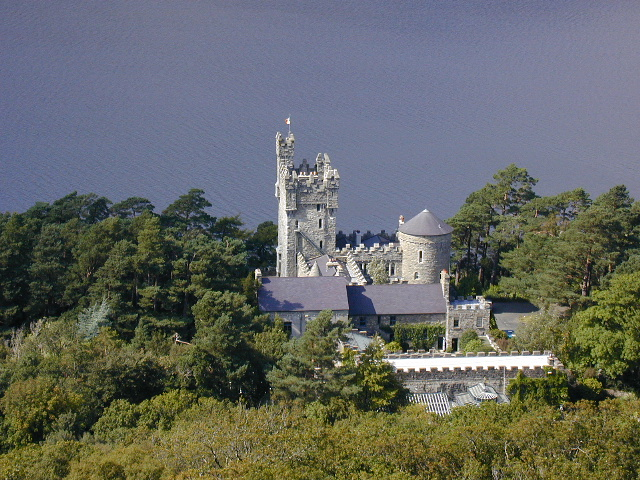
Glenveagh Castle